# Кір'яков Павло Олексійович
Павло́ Олексі́йович Кір'яко́в (нар. 23 січня 1954, Київ, Українська РСР, СРСР) — український науковець, дипломат. Посол України в Естонії (2005-2010).

## Біографія
Народився в Києві. Випускник Одеськиого університету (1977). Кандидат геолого-мінералогічних наук.
У 1999 закінчив Курси при Дипломатичній академії МЗС РФ.
З 1977 — працює інженером Українського дніпровського водного господарства. З 1977 по 1980 — аспірант Інституту геології АН УРСР.
З 1983 по 1985 — науковий співробітник, консультант науково-організаційного відділу Президії АН УРСР.
З 1985 по 1988 — науковий секретар гвінейського науково-дослідного центру Рогбане-Конакрі.
З 1988 по 1991 — науковий співробітник, консультант, Управління міжнародних зв'язків Президії АН УРСР.
З 1991 по 1993 — старший науковий співробітник, науковий секретар гвінейського науково-дослідного центру Рогбане-Конакрі.
З 1993 по 1996 — 1-й секретар відділу країн СНД та Балтії Управління двосторонніх відносин МЗС України; т.в.о. завідувача відділом двосторонніх відносин з РФ 1-го територіального управління МЗС України; 1-й секретар, радник, завідувач відділом РФ Управління країн СНД МЗС України.
З 1996 по 1999 — радник-посланник Посольства України в Росії.
З 1999 по 2001 — начальник 1-го територіального управління Департаменту двостороннього співробітництва МЗС України.
З 07.09.2001 по 27.10.2003 — Надзвичайний і Повноважний Посол України в Македонії.
З 30.12.2005 по 04.06.2010 — Надзвичайний і Повноважний Посол України в Естонській Республіці.